# Sargodha
Sargodha er en by i det centrale Pakistan, med et indbyggertal (pr. 2007) på cirka 1.400.000. Byen ligger i distriktet Punjab, og er centrum for en stor del af Pakistans landbrug.
Det pakistanske luftvåben har hovedkvarter i Sargodha.